# Coelogyne longifolia
Coelogyne longifolia là một loài thực vật có hoa trong họ Lan. Loài này được (Blume) Lindl. mô tả khoa học đầu tiên năm 1833.